# Uyama Hiroto
Uyama Hiroto (...) è un produttore discografico, disc jockey, compositore e arrangiatore giapponese.
È stato stretto collaboratore del defunto DJ, produttore discografico, compositore e arrangiatore giapponese Nujabes. Il suo stile musicale è una miscela di un pesante downtempo  e hip-hop influenzato dall'ambient-jazz. Per l'album Chill SQ ha creato un remix della canzone Theme of Love dal videogioco Final Fantasy IV .

## Discografia

### Album
| Informazioni sull'album                          |
| ------------------------------------------------ |
| A Son of the Sun - Rilasciato: 16 luglio 2008    |
| Freedom of the Son - Rilasciato: 18 ottobre 2014 |
| Freeform Jazz - Rilasciato: 2 novembre 2016      |

### Album in cui appare
| Informazioni sull'album                               |
| ----------------------------------------------------- |
| Metaphorical Music - Pubblicato: 2003                 |
| Modal Soul - Pubblicato: 2005                         |
| Hydeout Productions 2nd Collection - Pubblicato: 2007 |
| Modal Soul Classics - Pubblicato: 2008                |
| Mellow Beats, Friends & Lovers - Pubblicato: 2009     |
| Modal Soul Classics II - Pubblicato: 2010             |
| Spiritual State - Pubblicato: 2011                    |